# Crónica rimada de Livonia
La Crónica rimada de Livonia (alemán: Livländische Reimchronik) es una crónica escrita en bajo alemán por un autor anónimo. La obra cubre el periodo de 1180 – 1290 y contiene gran riqueza en detalles sobre Livonia  — Letonia y Estonia modernas.
La crónica rimada se compuso para ser leída a los caballeros cruzados de la Orden de Livonia durante las comidas. Su función primaria era inspirar a los caballeros y legitimar las cruzadas bálticas por lo que se aportó gran romanticismo y un exagerado perfil dramático. 
Existe una segunda crónica, conocida como Joven Crónica Rimada de Livonia, escrita en bajo alemán por Bartholomäus Hoeneke, sacerdote del  Maestre de la Orden Livónica, hacia finales de la década de 1340. Es una obra de proselitismo que cita información sobre el horror de los actos de los estonios que mataron a su propia nobleza y llamaron a la orden militar para establecerse en Estonia y, los cruzados a cambio, los masacraron en 1343. El original se perdió pero sobreviven parágrafos en prosa.